# Pocho Aztlan
Pocho Aztlan è il quarto album in studio del gruppo death metal messicano Brujeria, pubblicato nel 2016.

## Tracce
1. Pocho Aztlan – 4:11
2. No Aceptan Imitaciones – 3:11
3. Profecía del Anticristo – 4:11
4. Ángel de la Frontera – 2:24
5. Plata o Plomo – 4:04
6. Satongo – 3:26
7. Isla de la Fantasia – 2:17
8. Bruja – 4:09
9. México Campeón – 2:25
10. Culpan la Mujer – 2:48
11. Códigos – 5:35
12. Debilador – 3:21
13. California Uber Aztlan (Dead Kennedys Cover) – 3:13

## Formazione
- Juan Brujo - voce
- Pinche Peach - seconda voce
- Pititis - voce femminile
- Hongo - chitarra
- Fantasma - basso, cori
- El Cynico - basso, cori
- Hongo Jr. - batteria
- El Podrido - batteria (nei brani Debilador, California über Aztlan)